# ایسلا کریستینا
ایسلا کریستینا (به اسپانیایی: Isla Cristina) یک دهستان در اسپانیا است که در استان اوئلوا واقع شده‌است. ایسلا کریستینا ۵۰ کیلومتر مربع مساحت و ۲۱٬۳۲۴ نفر جمعیت دارد.